# Cape Town City FC
Cape Town City Football Club w skrócie Cape Town City FC – południowoafrykański klub piłkarski grający w południowoafrykańskiej pierwszej lidze, mający siedzibę w mieście Kapsztad.

## Sukcesy
- Telkom Knockout[1]:
  - zwycięstwo (1): 2016.

- MTN 8[1]:
  - zwycięstwo (1): 2018.
  - finał (2): 2017, 2021.

## Występy w afrykańskich pucharach
| Sezon     | Rozgrywki           | Runda    | Kraj     | Klub                         | Dom | Wyjazd | Dwumecz |
| --------- | ------------------- | -------- | -------- | ---------------------------- | --- | ------ | ------- |
| 2018      | Puchar Konfederacji | wstępna  | Eswatini | Young Buffaloes FC           | 1–0 | 1–0    | 2–0     |
| 2018      | Puchar Konfederacji | 1        | Mozambik | CD Costa do Sol              | 1–2 | 1–0    | 2–2     |
| 2022/2023 | Liga Mistrzów       | 1        | Kongo    | AS Otohô                     | 2–0 | 0–0    | 2–0     |
| 2022/2023 | Liga Mistrzów       | 2        | Angola   | Atlético Petróleos de Luanda | 0–3 | 0–1    | 0–4     |
| 2022/2023 | Puchar Konfederacji | play-off | Algieria | USM Algier                   | 0–0 | 0–1    | 0–1     |

## Stadion
Domowe mecze klub rozgrywa na stadionie Cape Town Stadium w Kapsztadzie. Stadion może pomieścić 69070 widzów.

## Reprezentanci kraju grający w klubie
Stan na styczeń 2023.
| - Keanu Cupido - Kermit Erasmus - Taariq Fielies - Lorenzo Gordinho - Tshepo Gumede - Robyn Johannes - Darren Keet - Fagrie Lakay - Lyle Lakay - Gift Links - Lehlohonolo Majoro - Mpho Makola - Lebogang Manyama - Craig Martin - Terrence Mashego - Khanyisa Mayo - Mduduzi Mdantsane - Thamsanqa Mkhize - Kwanda Mngonyama - Abbubaker Mobara - Teko Modise - Thato Mokeke - Judas Moseamedi | - Bongani Mpandle - Siphelele Mthembu - Aubrey Ngoma - Thabo Nodada - Luyolo Nomandela - Riyaad Norodien - Ayanda Patosi - Tokelo Rantie - Marc van Heerden - Hugo Marques - Fasika Idumba - Prince Opoku Agyemang - Bertrand Mani - Masoud Juma - Renārs Rode - Isaac Kaliati - Edmilson Dove - Victor Obinna - Allan Kateregga - Justin Shonga - Charles Zulu - Tatenda Mkuruva - Matthew Rusike |